# Pinus cubensis
Pinus cubensis là một loài thực vật hạt trần trong họ Thông. Loài này được Griseb. miêu tả khoa học đầu tiên năm 1863.